# Приморський парк (Таганрог)
Приморський парк — міський парк в Таганрозі.

## Історія парку
Приморський парк був облаштований в Таганрозі на початку 1960-х років на місці колишнього кар'єра розташованого поруч з цегляним заводом. До 1950-х років найкраща та найбільш доступна частина сировини була вироблена і кар'єр закрили. Утворилася територія з дуже незручним рельєфом, близькими ґрунтовими водами була вкрай незручна для зведення житлових будинків. Парк будувався колективами підприємств Жовтневого району Таганрога, особливо комбайнового заводу і Заводу ім. Димитрова.
До 1965 році тут вже росло 633 дерева і було встановлено перше обладнання в містечку атракціонів. Офіційне відкриття Приморського парку відбулося в червні 1966 року. У 1970-і В парку було 2700 дерев (в тому числі більше 500 хвойних порід), близько 7000 чагарників, більше 1000 кущів троянд. І в наступні роки тривала висадка декоративних кущів і великої кількості квітів, парк впорядковувався. На базі танцювальної веранди і дитячих ігрових майданчиків велася велика культмасова робота.
Значною перевагою Приморського парку є те, що в його комплекс входить і Приморський пляж. Прямо з парку на узбережжі спускається кам'яні сходи. Тісне поєднання паркової та пляжної зони забезпечує найкращий відпочинок відвідувачам.
Комплекс Приморського парку займає площу понад 19 га. Все господарство обслуговують 25 штатних працівників, кількість яких влітку збільшується за рахунок сезонних робітників.
На початку 2010-х років частково вирубані дерева в західній частині парку для будівництва житлових будинків.

## Алея якорів
У травні 2014 року в Приморському парку відбулося урочисте відкриття пам'ятного знака «Прикордонникам усіх поколінь». Пам'ятний знак складається з морського якоря і прикордонного стовпа, на якому закріплена табличка з гербом країни.
У липні 2015 року в Приморському парку відбулося урочисте відкриття «Алеї якорів», яка розташувалася за раніше встановленим пам'ятним знаком «Прикордонникам усіх поколінь». На алеї розмістили шість якорів петрівських часів, які були раніше підняті з дна Азовського моря і Таганрозької затоки.

## Сучасний стан
В парку з 2017 року поетапно триває капітальна реконструкція інфраструктури та благоустрій в рамках програми «Формування сучасної міського середовища». Були відремонтовані більшість сходів і спусків, укладено нове покриття доріжок з плитки, встановлені малі архітектурні форми та організовані дитячі та спортивні майданчики. Планується реконструкція підпірних стін і хвилерізів пляжу.